# Милош Милићевић
Милош Милићевић (Суво Поље код Добоја, 12. октобар 1952) српски је психолог и енигматичар.

## Биографија
По занимању је дипломирани психолог. Основну и средњу школу завршио је у Добоју, а потом је у Ријеци уписао студије Машинства, које напушта након 7 одслушаних семестара. Студије психологије уписује 1982. на Филозофском факултету у Ријеци, на којем је дипломирао 4 године послије, као први у својој генерацији и тиме стекао звање дипломираног психолога. Године 1996. уписао је постдипломске студије на Филозофском факултету Универзитета у Београду, смјер развојна психологија и психопатологија. Учесник је Одбрамбено-отаџбинског рата од 1992-1995. године. Током каријере радио је као психолог у Дому здравља Теслић, Центру за социјални рад Теслић и Казнено-поправном заводу Добој. Ожењен је и отац је троје дјеце. Од 2017. године је у пензији.

### Енигматика
Прве енигматске кораке начинио релативно касно и током енигматског одрастања објавио око 5.000 радова, углавном анаграма, палиндрома, ребуса и укрштеница. Заступљен међу 25 енигмата у књизи арх. Ивице Млађеновића „Истакнути енигмати Југославије” (1987) те од истог аутора „Истакнути српски енигмати” (2001) Енигматска ревија „Вјесников Квиз” из Загреба (1989) додјељује му годишњу награду „Борис Јанковић Аргус” за допринос и унапређење енигматског стваралаштва. Уредник и аутор енигматског листа „Сканди хороскоп” (1995) те уредник и водитељ емисије „Радио забавник” (1996) на Српском радио Теслићу. Побједник је 6. меморијала „Ђуро Кнежевић” (2017).
Сарадник је многих енигматских и неенигматских листова у земљама бивше Југославије (Вјесников квиз, Енигма, Еурека, Џепна крижаљка, Џокер, Мозаик, ХИК, Тест, Нови лист, Викенд) а након распада заједничке државе сарадник Квискотеке, Феникса, Изазова и Беоквиза. Побједник је многих енигматских такмичења у састављању анаграма, еротских палиндрома („МИШУ ПИТА ДАРА: ДА ТИ ПУШИМ?”), ребуса, укрштеница и загонетних прича. Издао књигу „Моји квадрати 7x7” (2016) те под истим називом допуњено издање 2017. године. Учествовао је у многим квизовима знања и први је шампион квиза „Бројке и слова” (1986).

### Глума
Као глумац аматер остварио значајне улоге у представама „Професионалац” (Лука Лабан), „Просидба” (Чубуков), „Ујка Вања” (Серебрјаков), „Анђела” (професор), „Балкански шпијун” (Илија Чворовић), „Народни посланик” (газда Срета) као и у монодрамама „Ђука Беговић”, „Одбрана Сократова и смрт”„Прва брачна ноћ” и "Дервиш и смрт", те се на свечаним академијама, појављивао у ликовима Светог Саве, Карађорђа, кнеза Лазара, патријарха Павла, а 2017. године у крипти храма Светог Саве на Врачару извео бесједу краља Драгутина, потоњег монаха Теоктиста. За улогу Илије Чворовића у представи „Балкански шпијун” награђен је наградом за глумца вечери на Фестивалу комедије у Новом Бечеју.

### Поезија
На поетском плану вишеструко је награђиван и уврштен у неколико зборника духовне поезије. Издао је збирку прозно-поетских текстова (2016) те збирку пјесама „Сва моја лутања” (2017). Освојио је прву награду на књижевном конкурсу „Српске голготе 20. вијека”, са пјесмом „Кота 923”. За пјесму „Идемо даље” награђен је златником са ликом Св. Саве у Београду.
Графички је уредио неколико збирки пјесама као и „Антологију ратне лирике Републике Српске 1992—2002” те књигу огледа, критика и чланака о књижевности Републике Српске „Ријеч у времену” аутора Василија Шајиновића (2020). Као калиграф награђиван је за рукописе лијепог писања, водио је школу калиграфије, а на плану графичког дизајна опремио је више књига те је аутор неколико заштитних знакова из различитих области.